# Perry Township (Columbiana County, Ohio)
Perry Township ist eines von 18 Townships des Columbiana Countys im US-Bundesstaat Ohio. Nach der Volkszählung im Jahr 2000 waren hier 17.049 Einwohner registriert.

## Geografie
Perry Township liegt im äußersten Norden des Columbiana Countys im Nordosten von Ohio und grenzt im Uhrzeigersinn an die Townships: Green Township im Mahoning County, Salem Township, Butler Township und Goshen Township (Mahoning County).

## Verwaltung
Das Township wird durch ein Board of Trustees, bestehend aus drei gewählten Mitgliedern, verwaltet. Zwei Personen werden jeweils im Jahr nach der Präsidentschaftswahl gewählt und eine jeweils im Jahr davor. Die Amtszeit dauert in der Regel vier Jahre und beginnt jeweils am 1. Januar. Daneben gibt es noch einen Township Clerk (zuständig für Finanzen und Budget), der ebenfalls im Jahr vor der Präsidentschaftswahl auf eine vierjährige Amtszeit gewählt wird. Dessen Amtszeit beginnt jeweils am 1. April.